# Veikko Kankkonen
Esa Veikko Antero Kankkonen (ur. 5 stycznia 1940 w Sotkamo) – fiński skoczek narciarski, dwukrotny medalista olimpijski oraz dwukrotny zwycięzca Turnieju Czterech Skoczni.

## Kariera
Jego debiutem na międzynarodowej imprezie był start na igrzyskach olimpijskich w Squaw Valley w 1960 roku, gdzie zajął 40. miejsce. Swój największy sukces osiągnął cztery lata później, podczas igrzysk w Innsbrucku, gdzie zdobył złoty medal na skoczni normalnej. Na tych samych igrzyskach wywalczył srebrny medal na skoczni dużej, ustępując jedynie Norwegowi Toralfowi Enganowi, który był drugi na skoczni normalnej. Trzecie miejsce w obu konkursach zajął kolejny Norweg Torgeir Brandtzæg. Kankkonen prowadził po pierwszej serii na dużej skoczni, jednak później wyprzedził go Engan, który skakał lepiej stylowo. Wystąpił także na igrzyskach w Grenoble, gdzie był chorążym reprezentacji Finlandii. Na normalnej skoczni był siedemnasty, a na dużej zajął 24. miejsce.
W 1962 roku Kankkonen wystartował na mistrzostwach świata w Zakopanem zajmując 10. miejsce na dużej skoczni. Ponadto wygrał dwunastą i czternastą edycję Turnieju Czterech Skoczni. W pierwszym przypadku zajął 26. miejsce w Oberstdorfie, w Garmisch-Partenkirchen i Innsbrucku był pierwszy, a w Bischofshofen zajął drugie miejsce. Dwa lata później zajmował odpowiednio pierwsze, trzecie, drugie i ponownie pierwsze miejsce. Pięciokrotnie zwyciężał w zawodach Salpausselän Kisat, a w 1964 roku wygrał także zawody w skokach podczas Holmenkollen ski festival.
W 1964 roku został wyróżniony medalem Holmenkollen wraz z innym Finem, biegaczem narciarskim Eero Mäntyrantą, niemieckim skoczkiem Georgiem Thomą oraz norweskim dwuboistą Halvorem Næsem.
Kankkonen uprawiał także pesäpallo i golfa. Jego syn, Anssi Kankkonen również jest golfistą.

## Igrzyska olimpijskie
| Miejsce | Dzień       | Rok  | Miejscowość  | Konkurs                         | Wynik     | Strata   | Zwycięzca          |
| ------- | ----------- | ---- | ------------ | ------------------------------- | --------- | -------- | ------------------ |
| 40.     | 28 lutego   | 1960 | Squaw Valley | Skocznia normalna indywidualnie | 168,0 pkt | 59,2 pkt | Helmut Recknagel   |
| 1.      | 31 stycznia | 1964 | Innsbruck    | Skocznia normalna indywidualnie | 229,9 pkt | –        | –                  |
| 2.      | 9 lutego    | 1964 | Innsbruck    | Skocznia duża indywidualnie     | 228,9 pkt | 1,8 pkt  | Toralf Engan       |
| 17.     | 11 lutego   | 1968 | Grenoble     | Skocznia normalna indywidualnie | 205,1 pkt | 11,4 pkt | Jiří Raška         |
| 24.     | 18 lutego   | 1968 | Grenoble     | Skocznia duża indywidualnie     | 188,9 pkt | 42,4 pkt | Władimir Biełousow |

## Mistrzostwa świata
| Miejsce | Dzień     | Rok  | Miejscowość | Konkurs                     | Wynik     | Strata   | Zwycięzca        |
| ------- | --------- | ---- | ----------- | --------------------------- | --------- | -------- | ---------------- |
| 10.     | 25 lutego | 1962 | Zakopane    | Skocznia duża indywidualnie | 215,3 pkt | 26,1 pkt | Helmut Recknagel |